# 蒋洁敏
蒋洁敏（1955年10月4日—），山东阳信人。毕业于山东大学。他是中共第十七届中央候补委员，第十八届中央委员。第九届、十届全国人大代表。他是中共十八大后首位被查的时任中共中央委员。

## 官场生涯
1976年8月加入中国共产党，中央党校函授学院省部级干部在职研究生班政治学专业毕业，历任山东胜利石油管理局副局长，青海石油管理局局长，中国石油天然气集团公司总经理助理，中国石油天然气股份有限公司董事、副总裁，青海省人民政府副省长，中共青海省委常委、省委副书记，中国石油天然气集团公司副总经理、总经理，中国石油天然气股份有限公司副董事长、总裁、董事长等职。
2011年4月起出任中国石油集团董事长，直至2013年3月出任国务院国有资产监督管理委员会主任，接替出任国务委员的前国务院国资委主任王勇。但仅仅半年之后，据大陆官方媒体2013年9月1日消息：国务院国资委主任、党委副书记蒋洁敏因涉嫌严重违纪，已经由中共中央纪委调查。
2014年6月30日，中共中央政治局会议决定，将蒋洁敏开除党籍，移送司法机关处理。2015年3月19日，蒋洁敏涉嫌受贿、巨额财产来源不明、国有公司人员滥用职权一案由湖北省人民检察院汉江分院向湖北省汉江中级人民法院提起公诉。
2015年4月13日，蒋洁敏一案开庭审理，检察院认定其收受14个单位和个人财物累计1403.9073万元，以及有1482.6174万元的巨额财产不能说明来源。2004年至2008年受周永康之托，利用职权为他人获取非法利益。他对这些指控供认不讳，法院将择期宣判。
2015年10月12日，湖北省汉江中级人民法院一审公开宣判国务院国有资产监督管理委员会原主任蒋洁敏受贿、巨额财产来源不明、国有公司人员滥用职权案。法庭认定被告人蒋洁敏犯受贿罪判处有期徒刑十二年，并处没收个人财产人民币一百万元；犯巨额财产来源不明罪判处有期徒刑五年；犯国有公司人员滥用职权罪判处有期徒刑五年，决定执行有期徒刑十六年，并处没收个人财产人民币一百万元。同时，对蒋洁敏受贿、巨额财产来源不明的财物和滥用职权使他人获取的非法利益予以追缴，上缴国库。蒋洁敏当庭表示服判，不上诉。法庭经审理查明，2004年至2013年，被告人蒋洁敏利用职务便利，为他人在项目建设、职务调整等事项上谋取利益，收受贿赂折合人民币1403.9073万元；截至2013年8月31日，蒋洁敏个人和家庭财产、支出明显超过其个人和家庭合法收入，对于差额部分中的1476.6174万元的巨额财产不能说明来源；2004年至2008年，蒋洁敏在周永康指使或授意下，违反规定，为他人开展经营活动提供帮助，致使国家利益遭受特别重大损失。汉江中级人民法院认为，被告人蒋洁敏的行为已构成受贿罪、巨额财产来源不明罪和国有公司人员滥用职权罪，依法应数罪并罚。到案后，蒋洁敏能够主动交代侦查机关尚未掌握的受贿事实，构成自首，还能够如实供述国有公司人员滥用职权事实，认罪悔罪，积极退缴全部赃款赃物，依法可予从轻处罚。据上，法庭依法作出上述判决。
2016年10月17日，蒋洁敏出现在反腐题材系列电视专题片《永远在路上》第一集《人心向背》中。

## 南堡油田骗局
南堡油田，是隶属于中国石油天然气集团公司、位于曹妃甸区的油田。2007年5月3日，中石油高调宣称冀东南堡油田油气总储量为10.2亿吨，探明储量4.05亿吨，约为30亿桶，媒体称之为“40多年来中国石油勘探最激动人心的发现”。但数月之后，被证实其实际储量远小于这一数据，该油田经济可采储量仅为6.35亿桶。2010年5月，路透社报道，冀东南堡油田储量低于预期。此后，关于冀东南堡油田的报道越来越少。2013年，蒋洁敏被双规后，南堡油田被认为是其在中石油任内的“注水政绩”。南堡油田的储量骗局令曹妃甸区陷入困局。

## 贱卖油田
蒋洁敏曾指示中石油管理层向国资委谎称辽河油田无油可采，需要废弃。蒋洁敏协助周永康之子周滨和吴兵（周家的白手套）的公司以1000万人民币收购辽河油田。周永康家族通过此油田赚取了数十亿暴利。后因油田职工的上访，国资委派人审计调查，发现辽河油田还有当时价值3000亿元的石油储备。
辽河油田于2009年下半年勘探发现高升井区有新油出现，但周永康家族却秘而不宣。经香港联合能源集团顾问黄炎（原中石油总经理）勾兑，该公司参与合作开发新采油区。辽河油田从账面上得到香港联合能源集团1000万人民币。但是香港联合能源集团董事长张宏伟私底下在香港付给原中央政法委书记周永康的儿子周滨8亿人民币。张宏伟曾在上海雇佣黑社会暴打维权律师严义明，主犯被周永康命令上海市公安局长张学兵以证据不足为名释放。

## 令周联盟
2012年3月18日，令计划之子令谷车上性行为引发的法拉利事件造成2名女子重伤，《南华早报》爆料称与周永康关系密切的中石油高官蒋洁敏将数以千万元计的金钱从中石油集团汇进两名受伤女子的家属银行户口，让这些家属封口。此事件也牵出令计划、周永康与薄熙来三角政治同盟，这一切胡锦涛都被蒙在鼓里。

## 相关人物
- 王永春 (石油系统)